# Paco Bultó
Francesc Xavier Bultó i Marquès  (Barcelona, 17 de maio de 1912 -  Barcelona, 3 de agosto de 1998) também conhecido como Paco Bultó, foi um engenheiro mecânico, empresário e industrial catalão, fundador e proprietario das marcas de motocicletas Montesa e Bultaco. Como empresário atuou também no setor textil, químico-farmacêutico e na área de mecânica pesada. Foi considerado um dos maiores empresários da Catalunha. Ele é avô do ex-motociclista Sete Gibernau.

## Galeria

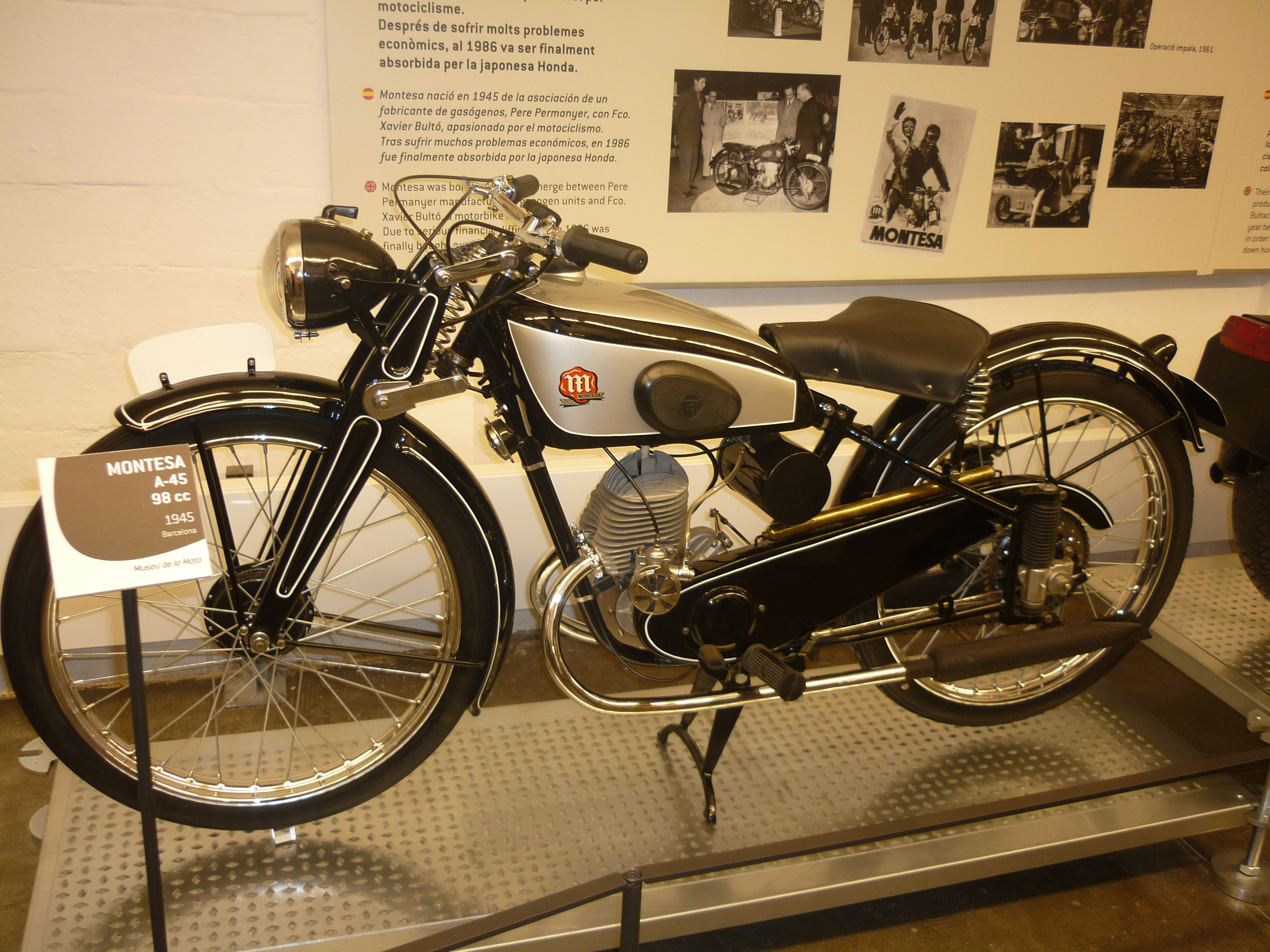
Montesa A-45, primeiro modelo (1945).
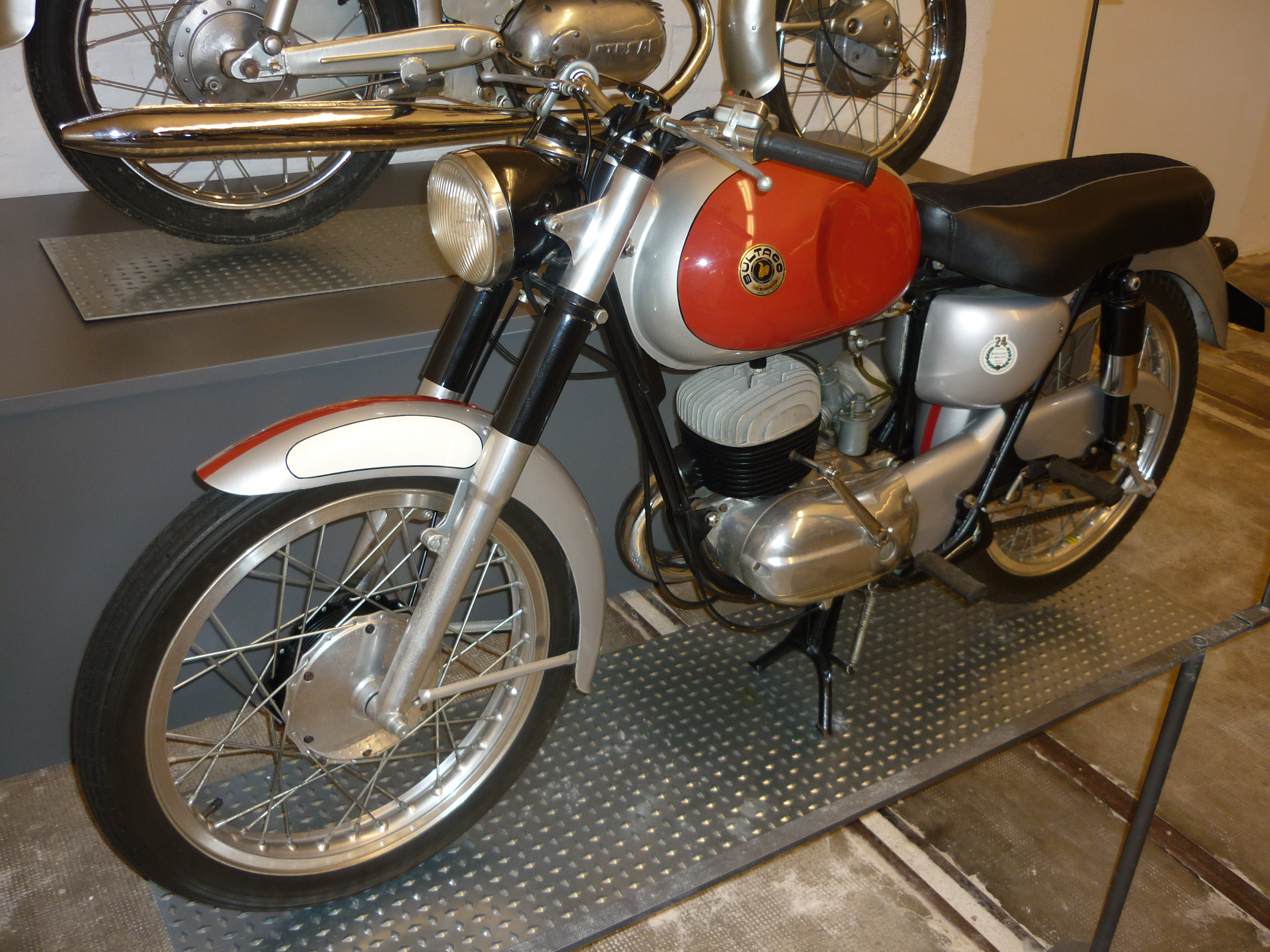
La Tralla 101 125cc de 1959, primeiro modelo fabricado pela Bultaco.